# Rougemont-le-Château
Rougemont-le-Château är en kommun i departementet Territoire de Belfort i regionen Bourgogne-Franche-Comté i östra Frankrike. Kommunen ligger i kantonen Rougemont-le-Château som tillhör arrondissementet Belfort. År 2022 hade Rougemont-le-Château 1 481 invånare.

## Befolkningsutveckling
Antalet invånare i kommunen Rougemont-le-Château
| Referens: INSEE |